# كارل وايس
كارل وايس (بالإنجليزية: Carl Weiss) هو طبيب أمريكي، ولد في 6 ديسمبر 1906 في باتون روج في الولايات المتحدة، وتوفي بنفس المكان في 8 سبتمبر 1935.